# Spider-Man: Friend or Foe
Spider-Man: Friend or Foe (с англ. — «Человек-паук: Друг или враг») — компьютерная игра 2007 года в жанре приключенческого экшена с элементами beat ’em up и платформера, основанная на американских комиксах издательства Marvel Comics о супергерое Человеке-пауке. В отличие от предшествующих проектов с участием этого персонажа, в игре отсутствует открытый мир, а ключевой особенностью игрового процесса является кооперативное прохождение. Хотя персонажи смоделированы по образу героев из кинотрилогии Сэма Рэйми, события Friend or Foe разворачиваются в отдельной вселенной. По сюжету, завербованный директором антитеррористической организации «Щ.И.Т.» Человек-паук противостоит таинственному злоумышленнику, который создал армию симбиотических солдат, также известных как «Фантомы», и устроил с их помощью хаос в различных частях света. Чтобы остановить его, супергерою необходимо объединиться не только с верными союзниками, но и с заклятыми врагами.
За разработку Friend or Foe для PlayStation 2, Xbox 360 и Wii отвечали сотрудники Next Level Games, а представители Beenox портировали её на Windows. Отдельные версии игры для PlayStation Portable и Nintendo DS создали разработчики из Artificial Mind & Movement. Изначально проект назывался Spider-Man Trilogy и представлял собой пересказ трилогии о Человеке-пауке с Тоби Магуайром. Впоследствии издатель переосмыслил его как отдельную игру, рассчитанную на более детскую аудиторию. В рамках продвижения проекта он посетил игровые выставки E3 и San Diego Comic-Con International.
Friend or Foe получила смешанные, преимущественно негативные отзывы от игровых журналистов. Рецензенты хвалили увлекательную и простую в освоении боевую систему, приятную анимацию и хороший юмор, но в то же время критиковали игру за несерьёзную атмосферу, однообразие врагов, короткую продолжительность и низкую сложность.

## Игровой процесс

Скриншот игрового процесса: в то время как игрок управляет Человеком-пауком, действия Доктора Осьминога контролирует ИИ.

В отличие от последних предшествовавших ей игр про Человека-паука, в Spider-Man: Friend or Foe отсутствует открытый мир: протагонист пребывает на Геликарриере директора «Щ.И.Т.а» Ника Фьюри, который выдаёт ему миссии с помощью компьютерного терминала. Сюжетная кампания игры охватывает пять различных локаций, каждая из которых состоит из четырёх линейных уровней. Игровой процесс содержит элементы платформера: по мере продвижения по этапам игроку предстоит пересекать различные препятствия с помощью обычных и двойных прыжков; персонажи не погибают в случае падения в пропасть и возвращаются к последней точке сохранения. Они получают урон в сражениях со встречающимися на пути противниками: помимо обычных солдат и летающих сфер встречаются мини-боссы, невосприимчивые к базовым атакам игрока. Чтобы победить, протагонист должен поразить их уязвимые места расположенными на уровнях интерактивными предметами. На уровнях также разбросаны драгоценные камни, которые временно увеличивают урон управляемого героя, делают его неуязвимым или восстанавливают здоровье, а также сферы, которые игрок может потратить на улучшение навыков персонажей. Это могут быть как базовые характеристики — здоровье, сила и устойчивость к урону, так и специальные атаки. Кроме того, игрок может заработать дополнительные сферы во время сражений, их количество зависит от продолжительности серии комбо-ударов.
Протагонистом игры является Человек-паук, который может раскачиваться на паутине, окутывать ею своих врагов, подбрасывать их в воздух и раскручивать, а также притягивать к себе и отбрасывать выстрелом паутинного снаряда. Ключевой особенностью игрового процесса является кооперативное прохождение, в ходе которого основной игрок управляет Человеком-пауком, а другой пользователь или ИИ — одним из его напарников, при этом по мере прохождения игроки могут свободно обмениваться персонажами. Всего в игре присутствуют 16 игровых персонажей, двое из которых — Карнаж и Электро — эксклюзивны в версии для PSP. После прохождения основной сюжетной кампании становится доступен альтернативный скин главного героя — Человек-паук в симбиотическом костюме. Одна часть компаньонов протагониста доступна в начале игры, другая открывается после прохождения определённых сюжетных миссий, однако, если союзники героя присоединяются к нему добровольно, то враги изначально предстают как боссы. У каждого персонажа есть своя шкала здоровья, которая расходуется после получения урона и падения в пропасть, и уникальный стиль боя со специальными возможностями: например, Веном создаёт оружие из своего костюма, Зелёный гоблин забрасывает врагов тыквенными бомбами, а Железный Кулак формирует защитное поле. Также напарники Человека-паука обладают суперударами — более мощными и масштабными атаками, поражающими всё поле боя, — которые используют совместно с супергероем. Ещё одно взаимодействие заключается в механике захвата: один из персонажей ограничивает оппонента, а другой — проводит эффективную атаку.
Помимо сюжетной кампании, в игре есть режим противостояния, в котором игрок может сразиться с ИИ или другим игроком за всех игровых персонажей на 14 различных аренах; чтобы разблокировать эти секретные арены, игрок должен найти их на уровнях сюжетной кампании и зачистить от врагов.
Версия для DS представляет собой beat ’em up с различными головоломками и мини-играми — например, взлом замков, — для решения которых пользователь задействует сенсорный экран портативной консоли. В некоторых случаях уровни отображаются на обоих экранах приставки: когда персонаж находится на уровне улицы или под землёй, действие отображается на нижнем экране, а при подъёме по лестнице или ползании по стене — на верхнем. Игроку предстоит освободить заложников, обезвредить бомбы и победить встречающихся на пути врагов. В игре присутствуют две трёхмерные камеры — стандартная и «камера босса», позволяющая игроку отслеживать передвижения и действия босса во время сражения с ним. Помимо сюжетной кампании, в игре присутствуют три дополнительных режима: свободная игра, выживание и битва с боссами. В отличие от других версий Friend or Foe, в ней есть многопользовательский режим, позволяющий играть в кооперативе с другими пользователями по сети, а количество игровых персонажей сокращено до 7.
1. 1 2  Эксклюзив в версии для PSP
2. ↑  Также играбелен в симбиотическом костюме

## Сюжет
Враги Человека-паука — Зелёный гоблин, Доктор Осьминог, Песочный человек и Веном — устраивают ему засаду на крышах Нью-Йорка, однако супергерою удаётся отразить их нападение при поддержке Нового гоблина. Их сражение прерывает множество напоминающих симбиотов существ, после чего все участники битвы исчезают в неизвестном направлении, а сам Человек-паук попадает на Геликарриер правительственной военной организации «Щ.И.Т.». Её директор Ник Фьюри заявляет, что существа, с которыми недавно столкнулся супергерой, называются Фантомами. По словам Фьюри, перенёсший Венома на Землю метеорит распался в атмосфере планеты на несколько осколков, которые упали в разных частях света; с помощью одного из них кто-то создал Фантомов и намеревается отыскать остальные, чтобы усилить этих существ и захватить мир. Фьюри поручает Человеку-пауку отыскать оставшиеся осколки, прежде чем те попадут в руки таинственного врага.
Директор «Щ.И.Т.а» выдаёт в подчинение Человеку-пауку двух своих оперативников — Бродягу и Серебряного Соболя. В Токио Человек-паук встречает Чёрную кошку, которую Фьюри предварительно отправил на задание, и убеждает её присоединиться к своей команде. Также он находит Доктора Осьминога в его секретной лаборатории, в которой последний пытается воссоздать свой эксперимент с термоядерной энергией, и Зелёного гоблина, обнаружившего осколок метеорита, в башне «Oscorp». Ранее создатель Фантомов поместил обоих суперзлодеев под контроль разума, поэтому, после того как Человек-паук освобождает их из-под вражеского влияния, те неохотно соглашаются объединиться с ним, чтобы отомстить таинственному злоумышленнику. На острове Тангароа Человек-паук встречает другого оперативника «Щ.И.Т.а» — Железного Кулака, а затем склоняет на свою сторону Скорпиона и Носорога, попутно обнаружив ещё один осколок метеорита. В Каире Человек-паук вербует Ящера и Песочного человека; у последнего также был осколок метеора. В Трансильвании Человек-паук сталкивается с Блэйдом, преследующим находящегося под контролем врага Венома, и объединяется с ним. Веном, который становится последним из присоединившихся к супергерою злодеев, заявляет, что Фантомов создал человек с «пузырём вместо головы».
Человек-паук отправляется в Непал на поиски последнего осколка метеорита, однако на его пути встаёт создатель Фантомов — Мистерио, который крадёт большинство осколков супергероя и сбегает. Оказавшись в окружении Фантомов, Человек-паук разрушает последний из оставшихся у него осколков, чтобы восстановить свой симбиотический костюм, который усиливает его способности. В конечном итоге супергерой побеждает Мистерио, возвращается на Геликарриер, снимает инопланетный костюм и отдаёт осколки метеорита Фьюри. Директор «Щ.И.Т.а» решает изучить их в рамках «Проекта Карнаж».

## Разработка
В ноябре 2006 года Activision анонсировала разработку Spider-Man Trilogy, в которой должны были пересказываться события кинотрилогии Сэма Рэйми. После выхода игровой адаптации картины «Человек-паук 3: Враг в отражении» в мае 2007 года представители компании-издателя подготовили ежеквартальный финансовый отчёт, из которого стало известно о скором выходе новой игры про Человека-паука, однако на тот момент не было ясно, имела ли она какое-либо отношение к фильмам Рэйми. На обратной стороне руководства к Spider-Man 3 был указан адрес сайта предстоящего проекта, который оставался неактивен вплоть до 8 мая. Ранее в сети ходили слухи о том, что этим проектом является Spider-Man Trilogy, которая, в конечном итоге, была переосмыслена как Spider-Man: Friend or Foe; сайт позиционировал игру как «свежий взгляд» на фильмы и содержал концепт-арты с мультяшными дизайнами Человека-паука и Зелёного гоблина из кинотрилогии.
За создание Friend or Foe для PlayStation 2, Xbox 360 и Wii отвечали сотрудники Next Level Games, получившие указание от Activision не выходить за рамки возрастного рейтинга «E10». По словам руководителя разработки Джейсона Карра, он и другие члены команды гордились возможностью поработать над игрой по мотивам известной франшизы: «Friend or Foe кардинально отличается от созданных ранее игр про Паучка: это кооперативная игра, в которой вы управляете Человеком-пауком и открываете злодеев или героев, за которых можно играть на его стороне. Мы создали весёлую, наполненную экшеном игру, которую легко освоить и в которую легко играть. Она должна понравиться юной аудитории». Продюсер Пол Мартин заявил, что игра будет интересна фанатам комиксов и фильмов об этом супергерое. Карр сравнил игру с предыдущими проектами студии, Mario Strikers Charged и Super Mario Strikers, по уровню качества. Сотрудники Next Level Games потратили много времени на изучение различных медиа с участием Человека-паука — комиксов, справочных изданий и веб-сайтов, — чтобы отобрать наиболее интересных персонажей из его окружения. Помимо «очевидных» вариантов вроде Венома и Доктора Осьминога, создатели хотели раскрыть менее известных героев вроде Бродяги и Железного Кулака и представить собственную интерпретацию уже появлявшихся в играх бойцов — Скорпиона и Серебряного Соболя; они смешали образы персонажей из фильмов Рэйми и комиксов со своим собственным стилем, чтобы те смотрелись органично в рамках единой игровой вселенной. В работе над сценарием к игре принял участие сценарист комиксов «Мисс Марвел» и «Новые Мстители» Брайан Рид, который ранее работал с Брайаном Майклом Бендисом над сюжетом Ultimate Spider-Man. Портированием Friend or Foe на PC занимались сотрудники Beenox. Разработчики Artificial Mind & Movement создали отдельные версии игры для PlayStation Portable и Nintendo DS, также рассчитанные на юных игроков — от 8 до 12 лет. В то время как версия для DS была разработана с нуля, при создании версии для PSP создатели использовали наработки Next Level Games.

## Продвижение и выпуск
В июле 2007 года представители Activision посетили выставку E3, на которой раскрыли первые подробности проекта: стало известно, что целевой аудиторией Friend or Foe являются юные фанаты Человека-паука, а сама игра рассчитана на кооперативное прохождение с участием протагониста и его заклятых врагов — изначально те появляются в сюжетной кампании в качестве боссов, а затем становятся игровыми персонажами. Сотрудники компании-издателя подтвердили появление суперзлодеев — Зелёного гоблина, Доктора Осьминога, Венома и Песочного человека — и супергероев — Человека-паука в симбиотическом костюме, Нового гоблина, Блэйда и Железного Кулака. 28 июля 2007 года на игровой выставке San Diego Comic-Con International была представлена панель Marvel, на которой состоялась презентация игрового процесса Friend or Foe. В частности, разработчики подтвердили, что Человек-паук будет противостоять армии искусственно созданных симбиотов совместно со своими классическими врагами и союзниками — было подтверждено наличие более 12 игровых персонажей — в различных городах и странах, таких как Токио, Непал и Египет.
2 октября 2007 года состоялся американский релиз версии Friend or Foe для DS, PS2, Wii, Windows и Xbox 360, 10 октября игра вышла в Австралии, а 12 октября — в Европе. Версия для PSP вышла 2 октября 2007 года в Северной Америке, 31 октября в Австралии и 2 ноября в Европе. ESRB присвоила всем версиям игр рейтинг «E10» («Everyone 10 and older» — «Для всех от 10 лет и старше») из-за содержания «мультипликационного насилия». В январе 2014 года из-за истечения срока лицензии Activision на разработку и издание игр по мотивам Marvel Comics из Steam, Xbox Live и PlayStation Network была удалена цифровая версия игры.

## Восприятие
| Сводный рейтинг       | Сводный рейтинг | Сводный рейтинг | Сводный рейтинг | Сводный рейтинг | Сводный рейтинг | Сводный рейтинг |
| Издание               | Оценка          | Оценка          | Оценка          | Оценка          | Оценка          | Оценка          |
| Издание               | DS              | PC              | PS2             | PSP             | Wii             | Xbox 360        |
| --------------------- | --------------- | --------------- | --------------- | --------------- | --------------- | --------------- |
| GameRankings          | 55,04 %         | 59,62 %         | 63,64 %         | 60,80 %         | 61,52 %         | 60,35 %         |
| Metacritic            | 55/100          | 57/100          | 62/100          | 58/100          | 59/100          | 60/100          |
| Иноязычные издания    |                 |                 |                 |                 |                 |                 |
| Издание               | Оценка          | Оценка          | Оценка          | Оценка          | Оценка          | Оценка          |
| Издание               | DS              | PC              | PS2             | PSP             | Wii             | Xbox 360        |
| Eurogamer             | N/A             | N/A             | N/A             | N/A             | N/A             | 3/10            |
| Game Informer         | N/A             | N/A             | N/A             | N/A             | 4,5/10          | N/A             |
| GamePro               | N/A             | N/A             | N/A             | N/A             | N/A             | [ 41 ]          |
| GameRevolution        | N/A             | N/A             | N/A             | N/A             | N/A             | C               |
| GameSpot              | 7/10            | 7/10            | 7/10            | N/A             | N/A             | N/A             |
| GameSpy               | [ 44 ]          | N/A             | N/A             | N/A             | [ 45 ]          | [ 45 ]          |
| GameTrailers          | N/A             | N/A             | N/A             | N/A             | N/A             | 5,8/10          |
| GameZone              | 7,5/10          | 7,1/10          | 7,9/10          | 6.9/10          | 6,5/10          | 6,4/10          |
| IGN                   | 4,9/10          | 4,9/10          | N/A             | N/A             | N/A             | N/A             |
| OXM                   | N/A             | N/A             | N/A             | N/A             | N/A             | 6/10            |
| Русскоязычные издания |                 |                 |                 |                 |                 |                 |
| Издание               | Оценка          | Оценка          | Оценка          | Оценка          | Оценка          | Оценка          |
| Издание               | DS              | PC              | PS2             | PSP             | Wii             | Xbox 360        |
| Absolute Games        | N/A             | 69 %            | N/A             | N/A             | N/A             | N/A             |
| «Игромания»           | N/A             | 6,5/10          | N/A             | N/A             | N/A             | N/A             |

Friend or Foe получила смешанные, преимущественно негативные отзывы от игровых журналистов. Кристофер Ходжес из Screen Rant поместил её на 17-е место среди 22 игр о Человеке-пауке, а обозреватели Game Rant упомянули её в нескольких своих рейтингах: «24 лучшие игры про Человека-паука», «5 лучших портативных игр про Человека-паука», «9 лучших игр Marvel с многопользовательским режимом», «5 лучших игр про Человека-паука без открытого мира» и «8 игр про Человека-паука с лучшей боевой системой». На агрегаторе рецензий GameRankings средняя оценка версии для DS составила 55,04 %, для PC — 59,62 %, для Xbox 360 — 60,35 %, для PSP — 60,80 %, для Wii — 61,52 %, а для PS2 — 63,64 %. На Metacritic версия для DS имеет 55 баллов из 100, для PC — 57 баллов из 100, для PSP — 58 баллов из 100, для Wii — 59 баллов из 100, для Xbox 360 — 60 баллов из 100, а для PS2 — 62 балла из 100. В 2010 году генеральный директор Activision Бобби Котик признал, что последние несколько игр о Человеке-пауке — Spider-Man 3, Spider-Man: Friend or Foe и Spider-Man: Web of Shadows, — не оправдали ожиданий фанатов: «Наши игры о Человеке-пауке были отстойными в течение последних пяти лет. Это плохие игры».
Райан Дэвис из GameSpot похвалил Friend or Foe за динамичный и лёгкий в освоении экшен, интересный набор хорошо озвученных персонажей, возможность управлять врагами Человека-паука и сам факт, что «игра не относится к себе серьёзно». Обозреватель GameSpy Фил Теобальд назвал боевую систему «простой, но увлекательной», а среди других положительных сторон выделил приятную анимацию и хороший юмор. По мнению рецензента Absolute Games, напарники в игре получились «адекватными», управление — «вменяемым», а система улучшений — «дорогим удовольствием», из-за ценности внутриигровой валюты. В своей рецензии для GameRevolution Грег Дэмиано отметил стремление разработчиков воссоздать атмосферу первых аркадных игр про Человека-паука в жанре beat ’em up и отдал Friend or Foe предпочтение в сравнении с вышедшей в том же году Spider-Man 3. Тэй Ким из GamePro отнёсся к игре снисходительно из-за её направленности на юную аудиторию, однако посоветовал более зрелым игрокам обратить внимание на другие игры о супергероях.
Кристан Рид раскритиковал игру в своей рецензии для Eurogamer за малое количество внутриигрового контента, «отвратительную» боевую систему и непримечательную графику; по мнению Рида, главная проблема Friend or Foe заключалась в изометрической камере и нежелании Activision привнести в жанр beat ’em up что-то новое. Дэвис сетовал на однообразных противников, небольшое количество специальных способностей у персонажей-компаньонов и «невероятно лёгкий уровень сложности», а Линар Феткулов из «Игромании» — на отсутствие привычных полётов на паутине и механики ползания по стенам. Эндрю Райнер из Game Informer заявил, что единственным развлечением в этой игре для него стала мультяшная графика: рецензент посмеялся над лицевой анимацией персонажей, сравнив Доктора Осьминога с Рози О’Доннелл, а Чёрную кошку — с Токсичным мстителем. В своей рецензии для IGN Райан Геддес назвал Friend or Foe «ленивой попыткой нажиться на лицензии [по Человеку-пауку]».
Другой рецензент GameSpot Фрэнк Прово выделил несколько сильных — управление Человеком-пауком и другими персонажами Marvel, разнообразие их атак, функцию кооператива, трёхмерную графику и озвучку — и слабых — однообразный игровой процесс и короткую продолжительность сюжетной кампании — сторон версии для DS. Обозреватель GameSpy к числу недостатков этой версии также отнёс неудачную настройку камеры и неотзывчивое управление. Обозревателю GameZone Анджелине Сандовал понравилась представленная в игре концепция кооперативного прохождения, в частности, многопользовательский режим. С другой стороны, Джек Деврис из IGN признался, что изначально ключевая особенность игры показалась ему интересной, однако из-за плохо настроенного в игре ИИ в скором времени ему захотелось отключить персонажа-напарника. По словам Девриса, до выхода Friend or Foe игры про Человека-паука на DS имели «хорошую репутацию».